# Stehags landskommun
Stehags landskommun var en tidigare kommun i dåvarande Malmöhus län.

## Administrativ historik
Kommunen bildades i Stehags socken i Onsjö härad i Skåne när 1862 års kommunalförordningar trädde i kraft.
Vid kommunreformen 1952 uppgick kommunen i Bosarps landskommun som uppgick 1967 i Eslövs stad som ombildades 1971 till Eslövs kommun.

## Politik

### Mandatfördelning i Stehags landskommun 1938-1946
| 9 | 2 | 6 | 1 | 2 |

| 19 |

| 10 | 4 | 6 |

| 18 |

| 9 | 11 |

| 18 |